# Journal of Geophysical Research
Journal de Geophysical Research (JGR) es una publicación de la American Geophysical Union (AGU). JGR fue titulado Magnetismo Terrestre desde su fundación por el presidente de la AGU Louis A. Bauer en 1896, y Magnetismo Terrestre y Electricidad Atmosférica de 1899 a 1948.
En 1980 JGR fue dividida en tres revistas especializadas componente, JGR-Física Espacial (parte A), JGR-Solid Earth (Parte B), y JGR-Océanos (Parte C). Posteriormente, otros títulos se han añadido, incluida JGR-Atmospheres (Parte D) en 1984, JGR-Planets (Parte E), en 1991, JGR-Earth Surface (Parte F) en el año 2003, y JGR-Biogeosciences (Parte G) en el año 2005.
La AGU ofrece a sus suscriptores acceso a las versiones electrónicas de casi todos los trabajos publicados en el Journal of Geophysical Research de 1994 hasta la fecha. Además, desde 1994, la AGU ha proporcionado en línea e-JGR suplementos de los artículos, lo que permite a los conjuntos de datos se difundan y se archivan junto con las versiones electrónicas de los artículos publicados.